# マルセル・ブロイヤー

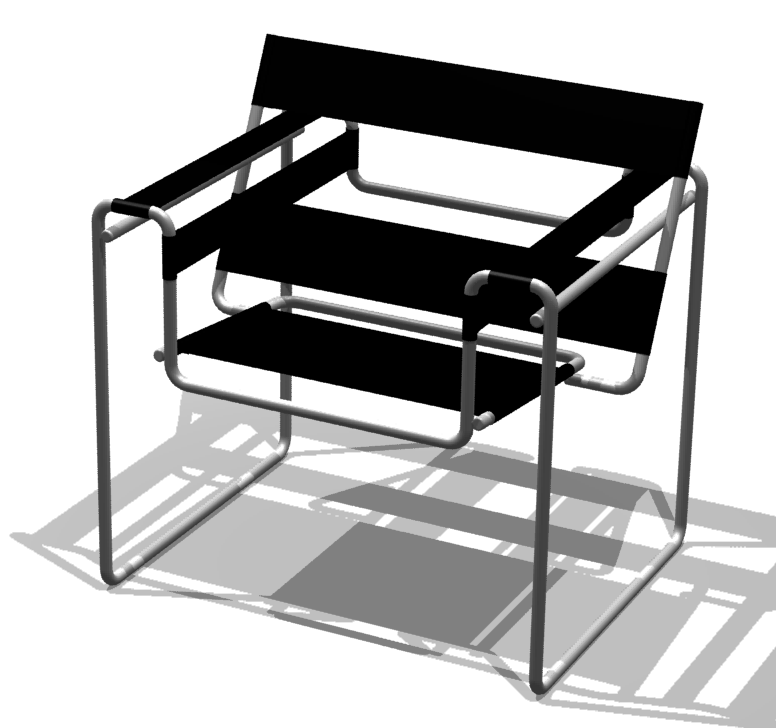
ワシリー・チェア

マルセル・ブロイヤー、ブラーイェル・ラヨシュ・マルツェッル（Marcel Lajos Breuer, ハンガリー語: Breuer Lajos Marcell [ˈbrɒ:jer ˈlɒjoʃ ˌmɒrt͡sell], 1902年5月21日 – 1981年7月1日）は、モダニズムの建築家、家具デザイナー。「ブロイアー」と表記することもある。
バウハウスで学んだ後、家具の指導を担当。当初その工房で作ったスチールパイプを使った椅子は、バウハウスの思想をよく表わしている。後年はアメリカに渡り建築家として活躍。
モジュール構造と単一形態の重要性を提示した。

## 生涯
ハンガリーのペーチで生まれる。1921〜1924年にバウハウスで学び、1925年に同校の教官（マイスター）となった。彼は芸術とテクノロジーの融合を説き、やがて木工工房を任されるまでになった。後にベルリンで開業し、住宅や商業施設のデザインを行った。
代表作は、『ワシリー・チェア』。このパイプ椅子は、1925年に自転車のハンドルに着想を得てワシリー・カンディンスキーの為にデザインされた。自転車用の工具を使って簡単に組み立て・分解が可能で、大量生産にも向いていた。クロームめっきのスチールパイプのフレームに皮革の背、座、肘という構成である。
1930年代、ドイツ国内でナチスが台頭。1933年にハウハウスは閉鎖され、ユダヤ人であるブロイヤーは1935年にロンドンへ移住した。ロンドンでは、Isokon社に雇われていた。当時、長椅子をデザインする際にベニヤ板で金属のような曲面を構成することを試みている。
後にアメリカに移住。バウハウスの校長だったヴァルター・グロピウスと共にハーバード大学デザイン大学院で建築を教えた。学生には、後にアメリカを代表する建築家となったフィリップ・ジョンソンやポール・ルドルフなどがいる。グロピウスとは、共にボストン周辺の幾つかの住宅のデザインを手懸けている。
1941年5月、グロピウスとの協力関係を解消、自身の建築設計事務所をニューヨーク市に開いた。
1945年の『Geller House I』は“双眼鏡”に着想して玄関を中心に寝室と居間・食堂・キッチンを両翼に分けてデザインした“バタフライ”と呼ばれる特徴的な屋根を持つ最初の作品で、これらはモダニズム建築の代表作の1つとなった。
1949年、ニューヨーク近代美術館（MoMA)の庭園に設けたデモンストレーション・ハウスに関するピーター・ブラックの批評は、建築業界に一石を投じた。
1953年、パリのユネスコ本部の設計依頼を受けてヨーロッパへ帰還、大プロジェクトへの復帰というだけでなく、この仕事で初めてコンクリートを使用するなど大きな転換点となった。以後の彼は曲線美や彫刻的な表現を特徴とするブルータリズムの先駆者として知られるようになった。多くの建築家が「彼はコンクリートで“柔かさ”を表現した」と評した。
1969年、グランド・セントラル駅の上に『グランド・セントラル・タワー』と名付けた55階建て高層ビルの建設を提案したが、評論家のエイダ・ルイーズ・ハクスタブルはこれを「悪趣味な巨塔」と呼んで批判し、評価を落とす。結果的にニューヨークを始めとする全米各地で歴史的建造物の価値を認める運動が起ったり、都市景観の保護を定めた法律が制定されることになった。
しばしば旧パンナムビル（現メットライフビル）の設計者と間違われて非難されることがあったが、実際に設計したのはグロピウスである。
1981年、ニューヨークで死去。79歳。